# Неледів
Неледів (або Неледва, Неледєв, пол. Nieledew) — село в Польщі, у гміні Тріщани Грубешівського повіту Люблінського воєводства. Населення — 1608 осіб (2011).

## Історія
1531 року вперше згадується православна церква в селі.
За даними етнографічної експедиції 1869—1870 років під керівництвом Павла Чубинського, у селі проживали греко-католики, які розмовляли українською мовою. 1872 року місцева греко-католицька парафія налічувала 411 вірян.
27 червня 1938 року польська влада в рамках великої акції руйнування українських храмів на Холмщині і Підляшші знищила місцеву українську православну церкву.
16-20 червня 1947 року під час операції «Вісла» польська армія виселила зі села на приєднані до Польщі північно-західні терени 13 українців. У селі залишилося 1050 поляків.
У 1975—1998 роках село належало до Замойського воєводства.

## Населення
Демографічна структура станом на 31 березня 2011 року:
|          | Загалом | Допрацездатний вік | Працездатний вік | Постпрацездатний вік |
| -------- | ------- | ------------------ | ---------------- | -------------------- |
| Чоловіки | 782     | 135                | 558              | 89                   |
| Жінки    | 826     | 124                | 502              | 200                  |
| Разом    | 1608    | 259                | 1060             | 289                  |